# Марк Валерий Максим Потит
Марк Валерий Максим Потит (лат. Marcus Valerius Maximus Potitus; IV—III века до н. э.) — римский политический деятель из патрицианского рода Валериев, консул 286 года до н. э. Упоминается в «Хронографии 354 года», в хрониках Идация и Кассиодора. Коллегой Максима Потита по должности был плебей Гай Элий Пет. Больше о Марке Валерии ничего не известно.